# Alexander Ludwig
Alexander Richard Ludwig (Vancouver, 7 maggio 1992) è un attore, cantante e modello canadese.

## Biografia
Alex Ludwig nasce a Vancouver, in Canada nel 1992. Ha una sorella e un fratello di nome Natalie e Nicholas e una sorella più piccola di nome Sophia. Sua madre Sharlene in precedenza svolgeva la professione di attrice mentre suo padre è un uomo d'affari e co-presidente del consiglio di amministrazione della Lions Gate Entertainment. Sin da bambino nutrì l'interesse per la recitazione, affermando in un'intervista: "Ho una grande immaginazione, adoro esibirmi". Ludwig si perfezionò all'University of Southern California.
A otto anni Alex ottenne il suo primo ruolo nel cinema. Nel 2007 prese parte alle riprese del film Il risveglio delle tenebre mentre nel 2009 partecipò a Corsa a Witch Mountain; nel 2012 recitò in Hunger Games. Nel 2014 interpretò Bjorn, il figlio di Ragnar Lothbrok nella serie televisiva Vikings di History Channel. Nel 2015 partecipò al film The Final Girls.

### Vita privata
Nel 2021 si è sposato con Lauren Dear; la coppia ha una figlia.

## Filmografia

### Cinema
- Air Bud 3 (Air Bud: World Pup), regia di Bill Bannerman (2000)
- Eve and the Fire Horse, regia di Julia Kwan (2005)
- Il risveglio delle tenebre (The Seeker: The Dark Is Rising), regia di David L. Cunningham (2007)
- Le avventure dei ragazzi vincenti (The Sandlot: Heading Home), regia di William Dear (2007)
- Corsa a Witch Mountain (Race to Witch Mountain), regia di Andy Fickman (2009)
- Hunger Games, regia di Gary Ross (2012)
- Un weekend da bamboccioni 2 (Grown Ups 2), regia di Dennis Dugan (2013)
- Lone Survivor, regia di Peter Berg (2013)
- Il tempo di vincere (When the Game Stands Tall), regia di Thomas Carter (2014)
- Final Girl, regia di Tyler Shields (2015)
- The Final Girls, regia di Todd Strauss-Schulson (2015)
- Go with Me - Sul sentiero della vendetta (Go with Me), regia di Daniel Alfredson (2015)
- Midway, regia di Roland Emmerich (2019)
- 1944 - La battaglia di Cassino (Recon), regia di Robert David Port (2019)
- Bad Boys for Life, regia di Adil El Arbi e Bilall Fallah (2020)
- Operation Christmas Drop: operazione regali, regia di Martin Wood, film Netflix (2020)
- Night Teeth, regia di Adam Randall (2021)
- Swing - Cuore da campioni (Heart of Champions), regia di Michael Mailer (2021)
- The Covenant, regia di Guy Ritchie (2023)
- Bad Boys: Ride or Die, regia di Adil El Arbi e Bilall Fallah (2024)
- Marked Men - Oltre le regole (Marked Men Rule + Shaw), regia di Nick Cassavetes (2025)

### Televisione
- Innocenti omicidi (A Little Thing Called Murder), regia di Richard Benjamin – film TV (2006)
- Vikings – serie TV, 67 episodi (2014-2020)
- Swerve – serie TV, 6 episodi (2017)
- Heels – serie TV, 16 episodi (2021-2023)
- La terra sull'abisso (Earth Abides), regia di Bronwen Hughes, Rachel Leiterman e Stephen Campanelli – miniserie TV (2024)

### Doppiatore
- Scary Godmother: The Revenge Of Jimmy, regia di Ezekiel Norton e Terry Klassen (2005)

## Doppiatori italiani
Nelle versioni in italiano delle opere in cui ha recitato, Alexander Ludwig è stato doppiato da:
- Flavio Aquilone in Lone Survivor, Bad Boys for Life, Bad Boys: Ride or Die, La terra sull'abisso
- Emanuele Ruzza in Midway, Operation Christmas Drop: operazione regali, The Covenant
- Jacopo Bonanni in Il risveglio delle tenebre, Corsa a Witch Mountain
- Alessio Puccio in Hunger Games
- Simone Lupinacci in Vikings
- Alessandro Campaiola in The Final Girls
- Maurizio Merluzzo in Go with Me - Sul sentiero della vendetta
- Davide Albano in 1944 - La battaglia di Cassino

## Riconoscimenti
- MTV Movie Awards 2012 – miglior lotta per Hunger Games insieme a Jennifer Lawrence e Josh Hutcherson